# Військова класифікація вантажопідйомності в НАТО

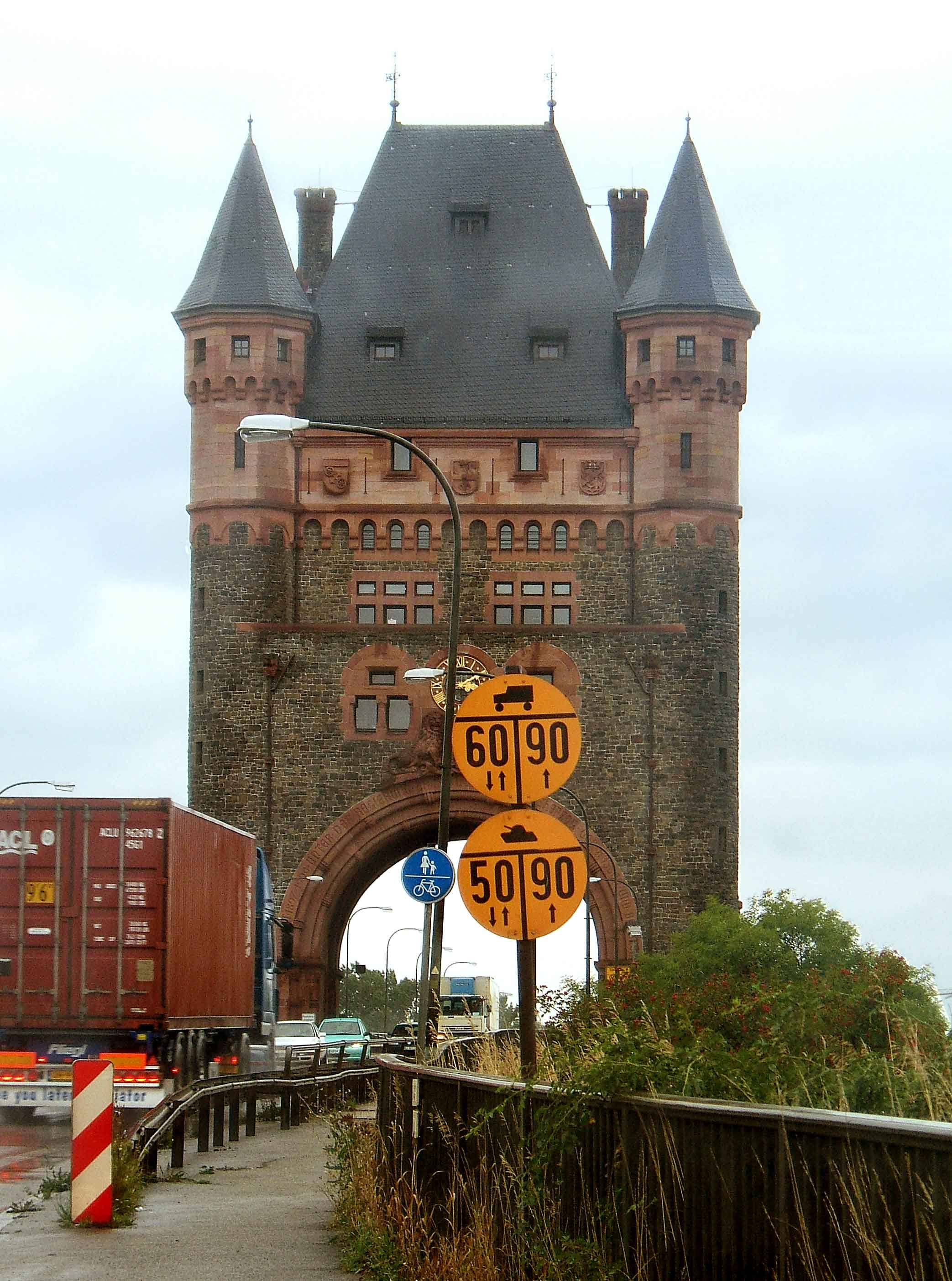
Колісні транспортні засоби класу MLC -60 і гусеничні машини MLC-50 можуть одночасно перетинати міст Рейну поблизу Вормсу в обох напрямках. Класу MLC-90 по одному.

Військова класифікація вантажопідйомності (англ. MLC — Military Load Class).
У країнах НАТО військові автомобілі розділені на класи, номер якого приблизно відповідає фактичній вазі в тоннах.
При визначенні класу MLC додатково враховується база автомобіля (колеса або гусениці), ширина і висота транспортного засобу.
Поряд з мостами і вулицями з обмеженою несучою здатністю встановлені спеціальні знаки.
| 40  | 36,3 т  | 42,6 т  |
| 50  | 45,4 т  | 52,6 т  |
| 80  | 72,6 т  | 83,5 т  |
| 100 | 90,7 т  | 104,3 т |
| 120 | 108,9 т | 125,2 т |